# David Hughes (velista)
David Hughes, detto Dave (Ithaca, 22 gennaio 1978), è un velista statunitense, che ha rappresentato gli Stati Uniti ai Giochi olimpici di Rio de Janeiro 2016 nella classe 470.